# Succinea oregonensis
Succinea oregonensis är en snäckart som beskrevs av I. Lea 1841. Succinea oregonensis ingår i släktet Succinea och familjen bärnstenssnäckor. Inga underarter finns listade i Catalogue of Life.